# Будинок Grenfell Tower у Лондоні

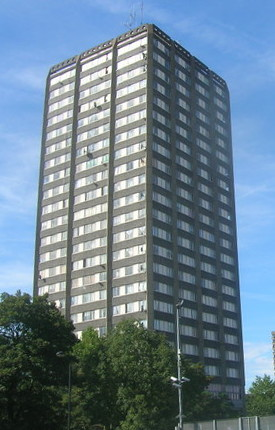
Вежа Ґренфелл (2009)

Grenfell Tower — це 24-поверховий житловий будинок у Північному Кенсінгтоні в м. Лондон, Англія, що був побудований в 1974 році.
Висотка була названа на честь дороги Ґренфелл, яка проходить на південь від будівлі. Сама дорога була названа на честь фельдмаршала Лорда Френсіса Ґренфелла, старший командир XIX і початку XX століття.
У 2015—2016 роках у будинку було зроблено ремонт, замінені  нові вікна та нові облицювання з теплоізоляцією. Він мав 120 квартир.
Велика пожежа охопила будівлю вночі 14 червня 2017 року. Лондонські пожежники боролися з вогнем, але на світанку будинок був зруйнований під загрозою обвалення. 58 осіб визнані або вважаються загиблими за даними Лондонської поліції.
51°30′50″ пн. ш. 0°12′57″ зх. д. / 51.5140° пн. ш. 0.2158° зх. д.